# Luís Cunha Ribeiro
Luís Manuel de Paiva Gomes Cunha Ribeiro (Lamego, 20 de Outubro de 1955) é um médico português.

## Biografia
Filho primogénito de Ângelo Augusto Cunha Ribeiro (Gondomar, Rio Tinto, Lugar do Forno, 26 de Julho de 1926) e de sua mulher Maria de Jesus Ribeiro de Paiva Gomes (Moimenta da Beira, Moimenta da Beira, 6 de Março de 1928), sobrinha paterna de José de Paiva Gomes e de António de Paiva Gomes.
Em 1978, concluiu a Licenciatura em Medicina e Cirurgia na Faculdade de Medicina da Universidade do Porto, onde foi Professor Assistente Convidado de Fisiologia de 1978 a 1993. Foi aprovado por unanimidade com "Muito Bom" nas Provas de Aptidão Pedagógica e Científica em Maio de 1991.
Chefe de Serviço da Carreira Hospitalar, foi Director do Serviço de Imunohemoterapia do Hospital de São João, no Porto entre 1996 e 2000 e, novamente, entre 2008 e 2011, de cujo Hospital foi, também, Director Clínico de 2000 a 2003.
Por solicitação do Ministério da Defesa, foi responsável pela elaboração do projecto "Desenvolvimento de Sistemas Telemáticos para o Sistema de Saúde Militar" de 1994 a 1996. Foi, seguidamente, Membro do "Steering Comittee" e responsável médico do projecto "An European Health Natural Quality System" de 1996 a 1998. Entretanto, foi Responsável Médico dum projecto europeu para o desenvolvimento dum Sistema Integrado de Informação Hospitalar (HOSPITAL 2000, Esprit project 7509, EC) e Avaliador do "Telematics" (DG XIII, EC) entre 1997 e 1999.
Foi Presidente do Instituto Nacional de Emergência Médica - INEM entre 2003 e Fevereiro de 2008, Presidente da Comissão de Planeamento de Emergência e Saúde de 2003 a 2008, Vogal do Conselho de Administração da Prevenção Rodoviária Portuguesa de 2004 a 2007, Membro do Conselho Nacional de Planeamento Civil de Emergência entre 2003 e 2008, Membro do Joint Medical Committee – Senior Civil Emergency Planning Committee, da Organização do Tratado do Atlântico Norte - OTAN, de 2004 a 2008, Consultor do Ministério da Saúde entre Junho de 2008 e Maio de 2011 e, finalmente, Presidente do Conselho Directivo da Administração Regional de Saúde de Lisboa e Vale do Tejo - ARSLVT desde Outubro de 2011, tendo-se demitido deste cargo a 22 de Dezembro de 2015 na sequência do caso da morte do jovem David Duarte, de 29 anos, no Hospital de São José, em Lisboa, com um aneurisma cerebral, após três dias à espera dum especialista que não se encontrava presente ao fim de semana em resultado dos cortes orçamentais, e em consequência doutras falhas em Neurocirurgia com mais de dois anos.
É autor ou co-autor de 196 comunicações científicas e de 29 trabalhos científicos.
Na manhã de 13 de Dezembro de 2016 foi detido e constituído arguido por suspeitas de corrupção no âmbito da Operação Máfia do Sangue, relativa ao negócio do sangue, duma investigação relacionada com um negócio de plasma sanguíneo e seus derivados, envolvendo a farmacêutica Octapharma, e, também, no âmbito da Operação O Negativo, onde também está a ser investigado por corrupção passiva, branqueamento de capitais, favorecimento e recebimento indevido de vantagem, entre 2003 e 2008, de duas empresas do Norte em contratos de aquisição de equipamento informático para o INEM. Após cinco dias de interrogatório, durante o qual se mostrou sempre cooperante, na noite de 17 de Dezembro de 2016, ficou sujeito à medida de coacção máxima de prisão preventiva. Foi libertado a 1 de Março de 2017, quando o Tribunal de Instrução Criminal alterou as medidas de coacção de prisão domiciliária para proibição de contactos entre os arguidos e de sair do país.